# William Makepeace Thackeray
Pour les articles homonymes, voir Thackeray.
William Makepeace Thackeray, né le 18 juillet 1811, à Alipur, Calcutta et mort le 24 décembre 1863 à Londres, est un écrivain britannique.
Connu pour ses œuvres satiriques prenant pour cible la bourgeoisie britannique, auteur, entre autres, des Mémoires de Barry Lyndon (qui fut adapté par le cinéaste Stanley Kubrick) et de Vanity Fair (l'un des romans-phares de la littérature anglaise), il est considéré comme l'un des romanciers britanniques les plus importants de l'époque victorienne.

## Biographie
Le père de Thackeray qui travaillait comme administrateur de la British East India Company, meurt, fortune faite, en 1815. En 1817, William Thackeray rentre au Royaume-Uni pour faire ses études en internat dans plusieurs établissements dont Charterhouse School, qu'il caricature plus tard dans son œuvre. Il intègre ensuite le très prestigieux Trinity College de Cambridge en 1829, mais n'y finit pas sa scolarité.
En 1830, il part pour son Grand Tour, ce voyage en Europe continentale que faisaient tous les jeunes Britanniques nobles ou fortunés du XIXe siècle et rencontre Goethe en Allemagne. Il revient au Royaume-Uni et reprend des études de droit en 1831. Thackeray perd sa part de l'héritage paternel en 1833, après avoir investi dans un journal qui fait très rapidement faillite et après celle d'une banque indienne dans laquelle il avait placé son argent. Il part à Paris pour y suivre des études d'art, voie qu'il abandonne devant son insuccès.
En 1836, il épouse Isabella Shawe (1816-1894), une Irlandaise rencontrée à Paris ; le couple a trois filles. C'est aussi l'année des débuts journalistiques de Thackeray, qui doit trouver un moyen de subsistance puisqu'il ne peut plus compter sur son héritage. De retour à Londres l'année suivante, il commence à travailler comme journaliste dans le journal de son beau-père et rédige en parallèle son premier roman paru en 1840.
Thackeray part visiter le Moyen-Orient en 1844, après la dépression nerveuse de sa femme qui restera internée jusqu'à la fin de ses jours. Entre février 1846 et février 1847, il est responsable d'une chronique dans le magazine Punch, intitulée « The Snobs of England », qui lui vaut une renommée croissante. Avec le succès littéraire, Thackeray retrouve l'aisance financière dont il jouissait avant 1833.
Ses premières œuvres, rédigées sous divers pseudonymes tels que « Charles James Yellowplush », « Michael Angelo Titmarsh », « George Savage Fitz-Boodle » ou encore « Ikey Solomons », attaquaient violemment la haute société, les hauts faits militaires, l'institution du mariage et l'hypocrisie.

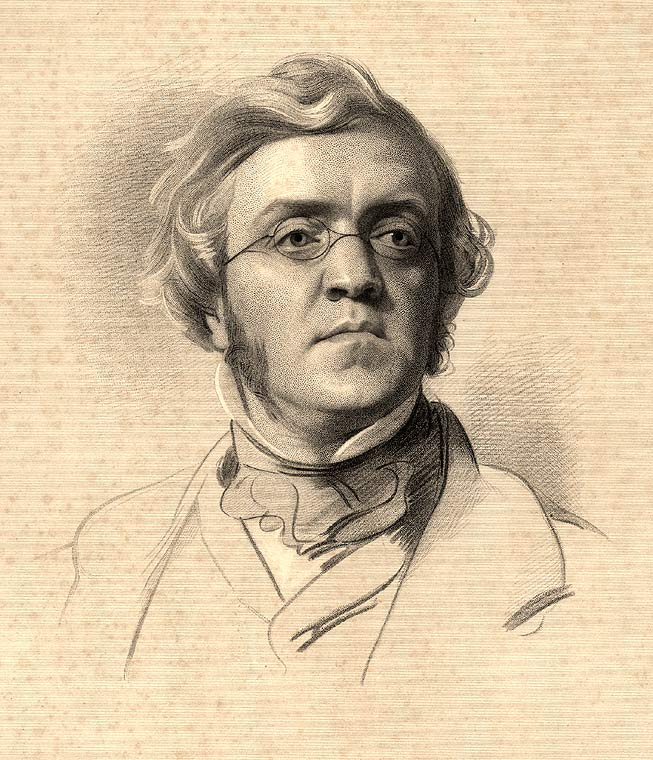
William Makepeace Thackeray par Samuel Laurence.

Dans toute son œuvre, la capacité d'observation des comportements sociaux de Thackeray sert à une satire des mœurs de la société britannique. La morale qu’il cherche à tirer de ses observations rejoint en définitive la morale chrétienne : « tout n'est que vanité ». Il prêche l'humilité, le travail sans en attendre de récompense, la tolérance, l'amour des autres... Tout cela rencontre les préoccupations de l'époque victorienne et y trouve donc un grand écho. Il considère les individus qu'il observe seulement comme des individus, sans en faire les produits d'un système socio-politique. Il ne cherche pas davantage, fidèle à son puritanisme, à parler des aspects sordides de l'existence humaine. Pour toutes ces raisons, Charles Dickens et lui furent opposés, autant dans leur œuvre que dans leurs idées.

## Œuvres

### Romans
- Catherine, 1839-1840.
- Samuel Titmarsh et le grand diamant des Hoggarty, 1841.
- Mémoires de Barry Lyndon (The Memoirs of Barry Lyndon, Esq.), à l'origine du film de Stanley Kubrick, 1843-1844.
- La Foire aux vanités (Vanity Fair) ; Librairie Hachette et Cie, « Bibliothèque des Meilleurs Romans Étrangers », Paris, 1847-1848.
- L'Histoire de Pendennis, 1848-1850.
- L'Histoire de Henry Esmond (The History of Henry Esmond, 1852.
- Les Newcomes (The Newcomes, 1853-1855.
- Les Virginiens (The Virginians, 1857-1859.
- Lovel, le veuf, 1860.
- Les Aventures de Philip à travers le monde, 1861-1862.
- Denis Duval, 1864.

### Œuvres diverses
- On Being Found Out, 1863.
- The Wolves and the Lamb, 1854.
- Mémoires d'un valet de pied (The Yellowplush Papers), 1837 ; trad. rééd. Autrement, 1995 ; Ombres, 2007 ; Sillage, 2024.
- Le Major Gahagan, 1838.
- A Shabby Genteel Story, 1840.
- Album parisien, 1840.
- Essai sur le génie de George Cruikshank, 1840.
- Contes comiques et esquisses, 1841.
- Les secondes funérailles de Napoléon, 1841.
- Le Sultan Stork, ou la mille et deuxième nuit, 1842.
- Album Irlandais, 1843)
- Histoire de la prochaine révolution française, 1844.
- Voyage en Orient (Notes on a Journey from Cornhill to Grand Cairo), 1845.
- Vanity Fair 1847-1848 en feuilletons. La Foire aux Vanités, paris, Hachette, 1855.
- The Book of Snobs, London, Punch Office, 1848.
- Notre rue, 1848.
- Rebecca et Rowena, 1850)
- Notices explicatives de Sketches after English Landscape Painters, 1850), recueil de gravures de Louis Marvy.
- Les Humoristes anglais du XVIIIe siècle, 1853.
- Les Quatre George, 1855.
- Chronique à bâtons rompus, 1863.

### Brève chronologie de W. M. Thackeray
- 18 juillet 1811 : naissance à Calcutta.
- 1815 : mort du père de Thackeray.
- 1817 : pensionnat de Southampton, séparation douloureuse avec sa mère. Cette dernière se remarie avec le Major Carmichael Smith qu'elle aime depuis longtemps.
- 1819 : arrivée de Mrs Thackeray mère en Angleterre.
- 1822-1829 : scolarité à la Public School de Charterhouse, à Londres[4]. Thackeray s'habitue mal au régime du pensionnat.
- 1829-1830 : séjour à Cambridge puis en Allemagne. Thackeray jouit d'une vie facile.
- 1831-1832 : Thackeray commence ses études de droit à l'université de Cambridge, fait un séjour à Paris, mène une vie oisive.
- 1833 : un krach financier et de mauvais investissements le privent de la petite fortune que lui a laissée son père.
- 1834-1836 : séjour à Paris en tant que journaliste.
- 1836 : mariage avec Isabella Shawe et retour à Londres. Thackeray poursuit l'exercice du journalisme.
- 1840 : maladie de la jeune Mrs Thackeray qui est internée pour troubles psychiatriques. Thackeray reste seul avec ses deux filles.
- 1841 : Thackeray renoue avec son ami Brookfield connu à l'université de Cambridge et fait la connaissance de son épouse Jane.
- 1844 : voyage au Moyen-Orient ; publication de Mémoires de Barry Lyndon.
- 1846 : publication de The Book of Snobs.
- 1847-1848 : publication de Vanity Fair ; rencontre à Londres de Charlotte Brontë.
- 1848-1851 : liens étroits avec le ménage Brookfield, puis rupture.
- 1848-1850 : publication de Pendennis.
- 1851-1852 : publication de The English Humourists of the 18th Century et de Henry Esmond.
- 24 décembre 1863 : mort de W. M. Thackeray.